# بذله‌گوها
بذله گوها (انگلیسی: The Jokers) فیلمی در ژانر سرقت، اکشن، و کمدی به کارگردانی مایکل وینر است که در سال ۱۹۶۷ منتشر شد.

## بازیگران
- الیور رید
- مایکل کراوفورد
- هری اندروز
- مایکل هوردرن
- جیمز دونالد
- دنیل ماسی
- فرانک فینلی
- پیتر گریوز
- ادوارد فاکس
- مایکل گودلیف
- کنت کولی
- باسیل دیگنام
- پیتر کاپلی